# Xã Buckhart, Quận Christian, Illinois
Xã Buckhart (tiếng Anh: Buckhart Township) là một xã thuộc quận Christian, tiểu bang Illinois, Hoa Kỳ. Năm 2010, dân số của xã này là 1.792 người.